# ОШ „Др Зоран Ђинђић” Ниш
ОШ „Др Зоран Ђинђић” Ниш је једна од установа основног образовања на територији градске општине Медијана. Настала је одвајењем од ОШ „Иван Горан Ковачић” Ниш школске 2011/2012. године.

## Историјат школе
ОШ „Иван Горан Ковачић” у Нишкој Бањи ради од 24. октобра 1962. године, а новy школску зграду је добила и у њој започела рад 6. фебруара 1963. године. Како су насеља из којих су ученици долазили у школу непрестано расла, тако се у школи јављао проблем недостатка простора, па су редом отварана истурена одељења у насељима Никола Тесла, Брзи Брод и Прва Кутина.
Недостатак простора у школи, захтевао је или доградњу нових учионица или изградњу нове школе у Брзом Броду. Новоизграђена зграда школе је свечано отворена 20. марта 2009. године. Од некадашње четворогодишње, школа је прерасла у осмогодишњу, те су сви ђаци из Брзог Брода почели да похађају наставу у новој школи. Две године касније, 31. јануара 2011. године, Министарство просвете Републике Србије дало је Сагласност о статусној промени ОШ „Иван Горан Ковачић”, а Одлуку о оснивању нове школе „Др Зоран Ђинђић” у Нишу донела је Скупштина Града Ниша.
Од школске 2011/2012. школа у Брзом Броду функционише као самостална школа „Др Зоран Ђинђић”. 